# Ruth Virginia Bayton
Ruth Virginie Bayton (5 février 1907 - 195?) est une artiste afro-américaine, connue en France, en Allemagne, en Espagne et en Argentine. Elle est surnommée « la Joséphine Baker de Berlin » parce qu'elle apparaît dans la revue Der Zug nach dem Westen en 1926 à Berlin, avec une ceinture de bananes, comme Joséphine Baker dans la Revue nègre.

## Jeunesse
Ruth Virginie Bayton est née le 3 ou 5 février 1907 (ou 1903) entre Tappahannock et White Stone, en Virginie, elle est le sixième enfant de Virginia et Hansford C. Bayton, un capitaine de bateau fluvial bien connu qui exploitait un bateau à vapeur d'excursion dans la région de Tidewater (region) (en) le long de la côte de la Virginie,. Après 1910, Ruth est envoyée à Philadelphie pour vivre avec son oncle, George Bayton, un riche et respecté médecin. Elle séjourne également à Baltimore avec sa sœur aînée, Julia Bayton-Banks, qui dirige un restaurant avec son mari Carter Banks et leurs six enfants.[réf. nécessaire]

## Carrière

### Début de carrière (1922-1925)
Durant l'été 1922, après avoir fini l'école, elle trouve du travail comme sténographe, elle est présentée  à Will Vodrey, chef d'orchestre du Plantation Club, qui l’emmène à New York pour participer à un concours de beauté, quelle remporte et entre dans le chœur du Plantation Club, qui présente Florence Mills comme vedette principale et un large éventail d’artistes noirs dont Joséphine Baker à ses débuts et des artistes invités tels que Paul Robeson. En 1922, Lew Leslie (en) fait du spectacle de la boîte de nuit un show de Broadway, The Plantation Revue qui commence au Forty-Eighth Street Theatre, le 22 juillet. L’imprésario anglais Charles B. Cochran (en) emmène la compagnie Plantation à Londres et ils apparaissent au London Pavilion au printemps 1923 dans un spectacle qu’il a produit, Dover Street to Dixie, avec un casting local d'artistes tous blancs dans la première moitié et Mills avec le casting de Plantation des artistes tous noirs dans la seconde moitié. Le spectacle se passe extrêmement bien et retourne aux États-Unis pour être jouer à Broadway en 1924 sous le nom de Dixie to Broadway. En 1925, Ruth apparaît dans Tan Town Topics, avec Ethel Waters en tant que star principale et Joséphine Baker dans le chœur.

### Arrivée en Europe (1926)
En 1926, le spectacle Blackbirds of 1926 de Lew Leslie (en) avec Florence Mills est donné à Londres et au Théâtre des Ambassadeurs à Paris. Le spectacle commence le 28 mai, et fait sensation. Parmi les plus grandes vedettes françaises, qui assiste au spectacle on peut citer Maurice Chevalier, Sacha Guitry, Yvonne Vallée, les Dolly Sisters et même Joséphine Baker, qui arrive avec une heure de retard. En juillet, le spectacle a lieu au Théâtre des Champs-Élysées, où Josephine Baker a fait ses débuts quelques mois plus tôt.  Un soir, elle est approchée par Henri Lartigue, qui travaille pour la William Morris Agency et a organisé le spectacle en France, il lui offre un rat lucratif à Berlin avec un salaire hebdomadaire de 200 dollars. Ruth signe le contrat tout de suite, acceptant de venir travailler au théâtre le mois suivant. Plusieurs semaines plus tard, Ruth part pour apparaître dans la revue noire An Und Aus à l’Admiralspalast entre les répétitions d'un spectacle beaucoup plus grand Der Zug Nach dem Westen qui commence le 4 août au Theater des Westens et fait apparaître Ruth avec  une ceinture d'une douzaine de bananes. Sa danse est un grand succès pour la presse allemande avec son interprétation extravagante de la jungle entourée d’une distribution de 200 danseurs. La revue est reprise ensuite à l’Apollo-Theater à Vienne pour l’hiver avant d’être réaménagée en une nouvelle version avec des costumes moins bien et plus d'interprètes américains tels que Ben Tyber et Louis Douglas (en) sous le nom de Wissen Sie Schon ? qui commence en mars 1927 pour trois mois. elle apparaît dans le tableau Der Gott und Die Bajadere, dansant entièrement nue, sauf un pagne d'argent devant une grande statue de Bouddha ; Cette fois avec un salaire plus élevé de 600 $. Il est difficile de dire si c'est vrai, mais de nombreuses histoires à Berlin, disent qu'un beau marquis espagnol, apparaît avec Ruth, tard la nuit dans les rues du quartier de Friedrichstraße et dans l'ombre de l'Unter den Linden. Plus tard, il sera dit que ce Don Juan n'était autre que le roi Alphonse XIII d'Espagne. Sans aucun doute, une grande partie de ces commérages est générée par son image sur scène, personnification d’une sexualité débridée, tout comme son homologue, Joséphine Baker. Cet été-là, Ruth  apparaît à Hambourg au Trocadero Kabarett, sur le thème de l'Argentine, où elle est inondée de fleurs et la presse allemande l'a qualifie de « la plus belle créole du continent ».[réf. nécessaire]

### Espagne (1927)
Ruth décide rapidement qu'il est temps de passer à autre chose et, après une apparition dans la station balnéaire de Biarritz pour un événement de charité au Château-Basque, elle accompagne l'acteur espagnol Valeriano Ruiz Paris à Barcelone pour ouvrir la revue Not -Yet au Teatro Cómico où elle présente sa nouvelle danse, le Chotiston, qui est un mélange de Charleston et de Chotis argentin. Pendant son séjour à Barcelone, elle est suivie par un vieil ami, Robert Wiene, un réalisateur allemand, qui veut voir Ruth dans son dernier film basé sur l’histoire amoureuse d’un des plus brillants souverains européens et de la plus belle danseuse en Europe du moment. Le tournage se termine fin septembre et l'équipe allemande rentre à Berlin. En octobre, Ruth se rend également à Valence pour se produire dans le cabaret El Folies-Bergere, où une peinture d'elle-même et de Joséphine Baker est accrochée au-dessus de la scène. Le mois suivant, elle va à Madrid pour jouer dans Noche Loca au Maravillas avec un orchestre blanc américain, un salaire de 800 dollars et des partitions musicales composées par le célèbre Francisco Alonso (en). Après les heures de travail, elle se produit dans la  boîte de nuit Maipu-Pigall, que le roi Alfonso et Miguel Primo de Rivera fréquentent. Cet hiver-là, avant de pouvoir accepter l'offre de Louis Douglas dans sa revue Black Follies au Teatro Comedia, Paul Derval, directeur des Folies Bergère, l'invite à revenir à Paris pour la nouvelle saison, alors que Joséphine s'en va pour une tournée mondiale.

### France (1928-1930)
Ruth commence les répétitions de la revue La Grande Folie au Folies Bergère en février 1928, entre ses apparitions dans la boîte de nuit Casanova. Elle est approchée par le directeur des Folies-Wagram, un nouveau music-hall qui sera inauguré le mois suivant avec La Revue de Wagram, Ruth refuse. Début mars, après deux semaines aux Folies Bergère, elle passe aux Folies-Wagram. Pendant trois mois, elle apparaît avec Marie Dubas dansant dans le final du premier acte,. La publicité dans la presse la présente comme « Celle à qui  le jury américain du championnat des cent mille beautés noires décerna le titre de "La plus belle négresse du monde". »,,. Paul Derval l'assigne en dommages-intérêts, pour rupture injustifiée, devant le tribunal des prud'hommes, elle est condamnée à verser 20 000 francs à la direction des Folies-Bergère. Les rumeurs de son histoire avec le monarque espagnol commence à refaire surface quand le film allemand sort le 12 avril. Le gouvernement espagnol offre aux producteurs allemands 187 000 dollars pour détruire le film, ou du moins l'empêcher de paraître en France et en Espagne. Elle fait des conquêtes dans la haute société et les banquiers les plus riches d'Allemagne sont sur les rangs. Elle habite à l'hôtel Ambassador, elle a une Hispano-Suiza de 10 000 dollars, conduite par un chauffeur et deux domestiques.  Quelque chose qu'elle n'aurait jamais eu en Amérique. « Absolument impossible, » a-t-elle déclaré plus tard à un journaliste de passage, « je n'en aurais jamais eu l'occasion. J'adore Paris, les allemands ont été très gentils, et les espagnols aussi. » Après avoir travaillé au Floresco, 59 bis rue Pigalle, elle passe l'été à Deauville, dansant dans les casinos de bord de mer et apparaissant aux hippodromes avec un nouvel admirateur, Armand de La Rochefoucauld. Fin novembre, Ruth danse au Concert Mayol, à côté de Marie Dubas dans la revue Cochon Qui Sommeille avant de revenir pour une rapide apparition au Barberina Kabarett de Berlin, où elle se plaint que le public essaye de l'attraper quand elle danse. Il y a aussi la présence sombre et constante du mouvement émergent d’extrême droite, qui veut « purger la décadence » de la république de Weimar. Pour le mouvement nazi naissant, Ruth représente à la fois « la décadence et l'impureté raciale » en Allemagne.
En janvier 1929, Ada « Bricktop » Smith laisse Le Grand Duc, 52 rue Pigalle, dirigé par Eugene Jacques Bullard et ouvre Chez Bricktop au 66 de la même rue. Ruth revient de la capitale allemande pour s'y produire avec entre autres Edith Wilson et Zaidee Jackson. Elle achète un appartement au 77 avenue des Champs-Élysées, brièvement occupé par Joséphine Baker elle-même. Bientôt, elle joue avec Leon Abbey et son orchestre, et le rejoint dans sa tournée espagnole pour jouer à Séville, qui accueille l'Exposition ibéro-américaine. Il y a beaucoup d’argent à gagner alors que les touristes américains remplissent les boîtes de nuit et les théâtres de la ville andalouse. Il y a aussi l'exposition internationale de Barcelone où ils font une apparition sur le terrain de l'Expo. Ruth rentre à Madrid et danse l'hiver au cabaret Maipu-Pigall, fréquenté par le monarque espagnol. Le 8 mars, elle rejoint le groupe de Leon Abbey à Londres pour se produire au restaurant Deauville. Après deux semaines, Leon est renvoyé à Paris pour ne pas avoir obtenu son permis de travail avant d'arriver en Grande-Bretagne. L'été, après une invitation à Londres, elle revient à Paris à l'Apollo où elle se produit avec la chanteuse Damia, Vera Amazar et le danseur américain Jack Forester dans une nouvelle revue, sur une thème oriental, Revue Milliardaire,. Ruth est choisie pour le final de style oriental du premier acte, dans le rôle de Shéhérazade dans le sketch Les Marchands d'Esclaves. Après, elle danse le tango et se mêle à ses amis espagnols au cabaret El Garron. Après la fin de la revue triomphale en août, elle rejoint le groupe de Sam Wooding dans La Jungle Enchantée à Olympia avant de rejoindre le Théâtre Marigny, le 7 septembre. En décembre 1930, la France se prépare pour la prochaine Exposition coloniale internationale. Ruth retourne à New York pour tenter sa chance en Amérique afin de présenter ses talents si bien connus en Europe.

### Retour aux États-Unis (1931-1932)
En arrivant à New York, elle a acheté un appartement spacieux à Sugar Hill, près de Harlem, mais on lui propose immédiatement de revenir en France pour accompagner l'orchestre de Noble Sissle au restaurant des Ambassadeurs, mais les autorités françaises s'efforcent de réduire le nombre de travailleurs étrangers, y compris les musiciens d'outre-Atlantique. Ruth a vent d’une rumeur selon laquelle le groupe de Sissle ne serait autorisée à faire la seconde moitié de son engagement que si 50% de son personnel est remplacé par des artistes français. Cela est avéré et Ruth refuse immédiatement l'offre, restant à New York pour ouvrir une petite boutique de parfums et vendant des enveloppes de fourrure précieuses, jusqu'à ce qu'elle s'ennuie à l'idée d'être une femme d'affaires. L'idée de s'éloigner de la scène l'a ramène dans la vie nocturne, apparaissant dans certains établissements populaires de Harlem comme le Savoy Ballroom et le Small's Paradise dans l'Ethel Baird's Revue. Sa grande fortune accumulée à l’étranger s’est rapidement dissipée, car elle est incapable de travailler selon les mêmes standards qu’elle avait en Europe. Au début de 1932, Ruth se voit offrir un rôle dans un cabaret chic de Broadway et redevient à nouveau riche quand elle déjoue un hold-up et en est récompensée. En novembre, elle apparaît à Newark, dans le New Jersey et loue des chambres à la mère d'un vieil ami, Crackshot Hackley. C'est là qu'elle se dispute avec l'un des locataires, John Burtt, directeur blanc du Lafayette Theater. Ruth finit par le frapper avec une chaîne de l'un de ses nombreux animaux de compagnie. Le combat implique plus tard Crackshot et sa mère. Après ce scandale, Ruth fait ses valises et informe sa famille qu’elle déménage en Espagne, sous le nouveau nom de scène de Rosa Negra.

### France (1933-1934)
En février 1933, la presse française annonce son retour en France sur le Lafayette, très enthousiaste à propos du retour de « la Belle Créole », mais la grande dépression est arrivée en Europe cet hiver-là, entraînant la désintégration de l'économie et des manifestations publiques dans toute la France. Malgré la lenteur des affaires à Montmartre, elle se produit au cabaret Rio-Rita, 4 rue Arsène Houssaye. Les apparitions de Ruth commence à se faire rares et elle part ensuite à Deauville pour se divertir au bar du Soleil et au Casino de Deauville. Cora E. Rollins, 79 ans, de Chicago, passe le weekend à rendre visite à son gendre, Alex Carpenter, directeur de l'orchestre du Casino, rencontre Ruth. Enfant, elle avait rencontré Carpenter à Philadelphie. Collins dit « Mlle Bayton a essayé de me persuader de tenter ma chance aux tables, mais comme je suis un mauvais perdant, j'ai refusé. » Joséphine Baker, qui est également au bar du Soleil, est tombée amoureuse du banquier allemand et amant de Ruth, elle essaye de se rapprocher de son ancienne copine pour être présentée. Mais Ruth n'est plus intéressée à renouer avec son ancienne cohorte et n'est pas naïve à propos des motivations de Jo et snobe sa vieille amie.[réf. nécessaire]

### Espagne (1934-1937)
Peu de temps après, elle part en Espagne et s'installe à Madrid, où elle continue à travailler sous un autre pseudonyme. Jusqu'à ce que Franco organise un coup d'état militaire au Maroc espagnol, le 17 juillet 1936, et se dirige rapidement vers le sud-ouest de l’Espagne, capturant rapidement le sud et le nord-ouest de l’Espagne. Le pays commence à se diviser en de nombreuses factions, ce qui se transforme rapidement en Guerre d'Espagne. Sa famille est inquiète de savoir où elle se trouve. Ils n'ont rien su d'elle depuis son retour en 1933, quand elle a cessé d'écrire à la maison. Au printemps 1937, ils ne peuvent toujours pas contacter Ruth lorsque son oncle George décède. Bientôt, cependant, il y a d'étranges rumeurs selon lesquelles elle s'est échappée en Amérique du Sud,. Cela est confirmé pendant l'été, quand ses lettres arrivent de Buenos Aires. Comme beaucoup d'artistes espagnols, elle s'est enfuie en Argentine, remportant un énorme succès, tant théâtral que romantique.

### Argentine et fin de vie (1938-1950)
Après la fin de la Seconde Guerre mondiale, et peu après l'arrivée de Juan Perón au pouvoir, Ruth part pour une tournée en Europe début 1946. Ce printemps-là, elle quitte Londres à bord du SS John Ericsson pour se rendre à New York. Elle garde une résidence à New York jusqu’à la fin de 1947, déménage à Los Angeles, en Californie, où elle décède, à une date inconnue, à la fin des années 1950.